# Ситняг яйцеподібний
Ситняг яйцеподібний, ситняг яйцевидний (Eleocharis ovata) — вид рослин з родини осокових (Cyperaceae); поширений у Євразії, Канаді й США.

## Опис
Однорічна трав'яниста рослина 5—20(35) см; без повзучого кореневища з численними пучкувато скупченими стеблами. Покривні луски коричневі або червонувато-коричневі, іноді зеленуваті, з біло-перетинчастими краями. Плід широко-оберненояйцеподібні, 0.8—1 мм довжиною; стилоподій (основа стовпчика) коротко-конічний, пластинчастий, з широкою основою. 2n = 10. .

## Поширення
Поширений у Євразії, Канаді й США. E. ovata є характерною рослиною нижніх зон великих стоячих водойм, таких як озера, водойми та рибні ставки, а також тимчасових водойм. Її також можна зустріти на штучних водно-болотних угіддях, таких як орні поля або пасовища, якщо вони достатньо вологі, наприклад, внутрішні затоплення на плугових землях.
В Україні зростає берегах водойм, у воді — на всій території звичайний.

## Галерея

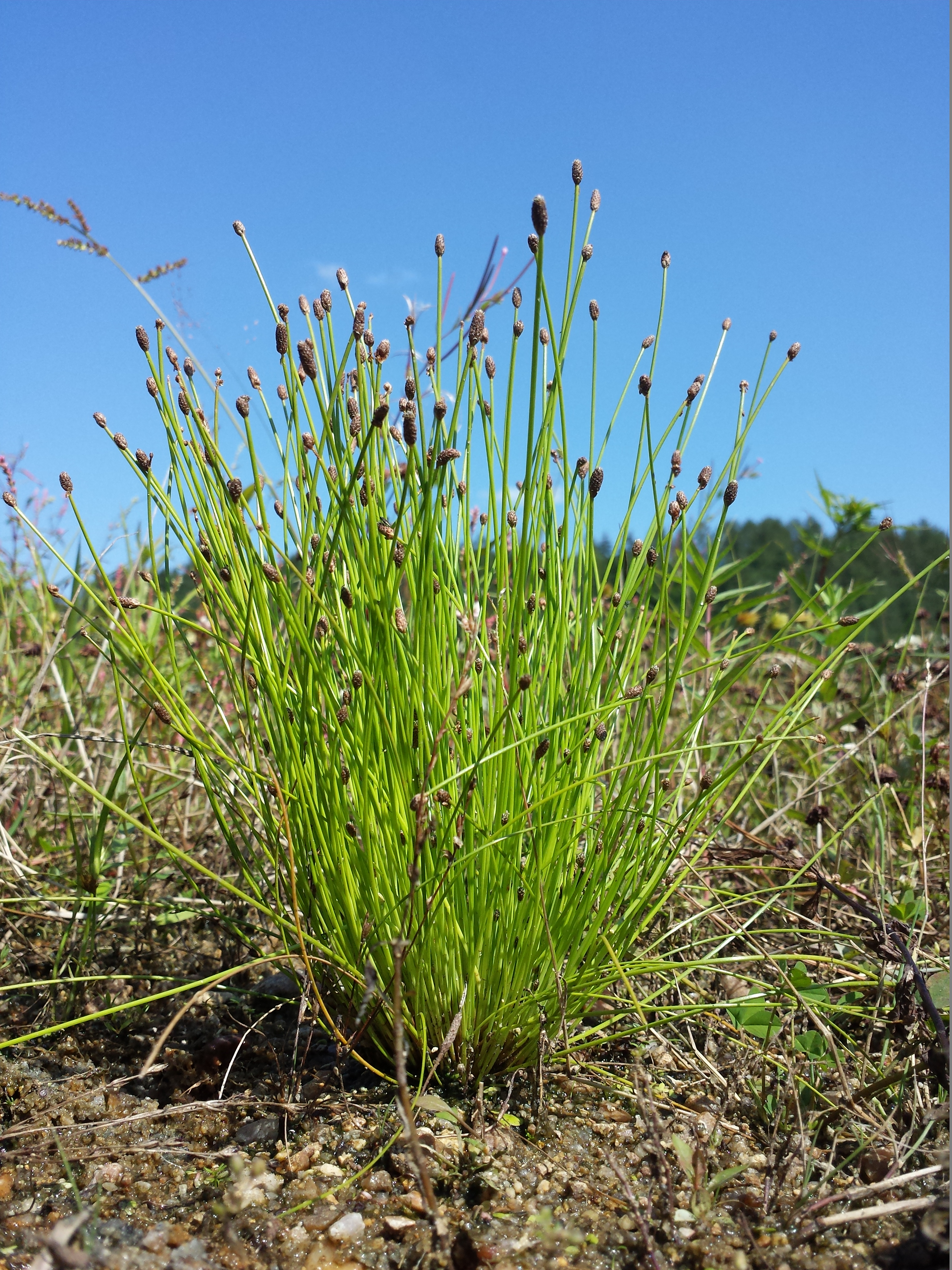
рослина
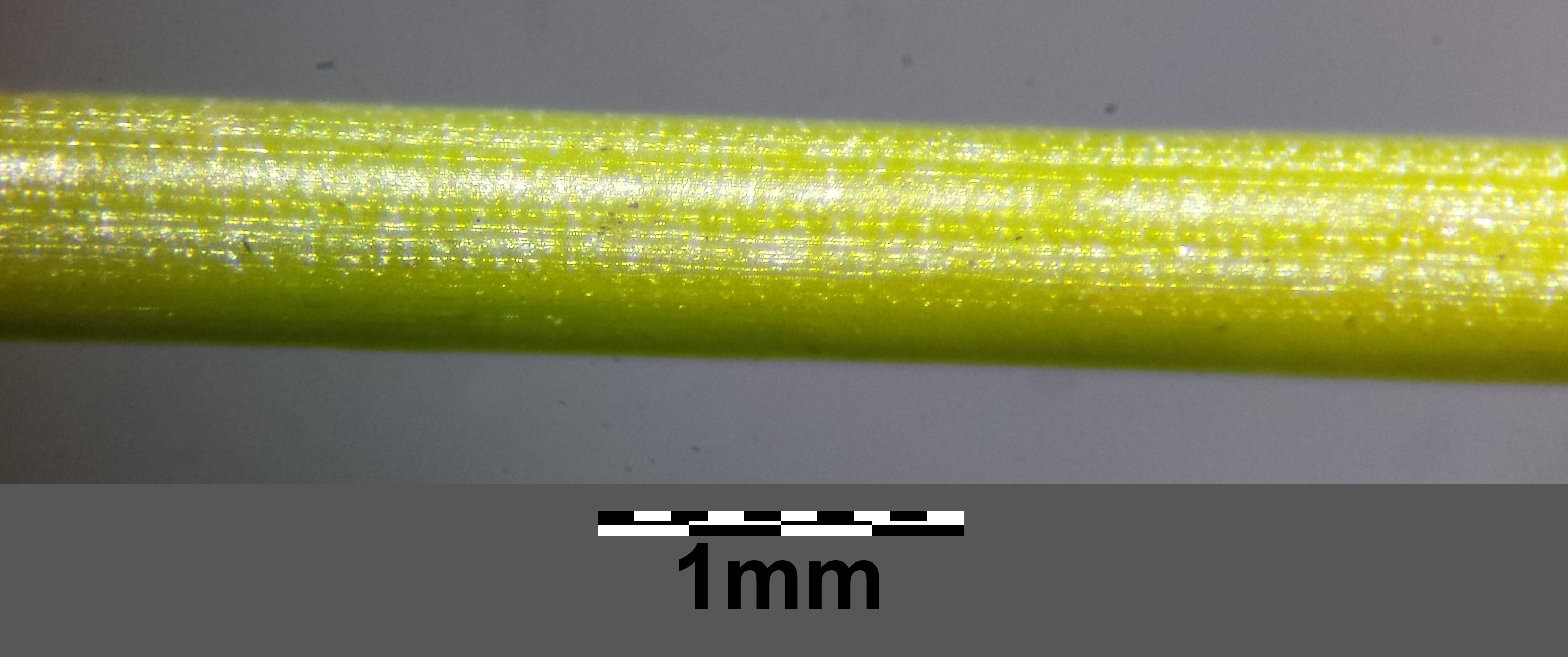
стебла
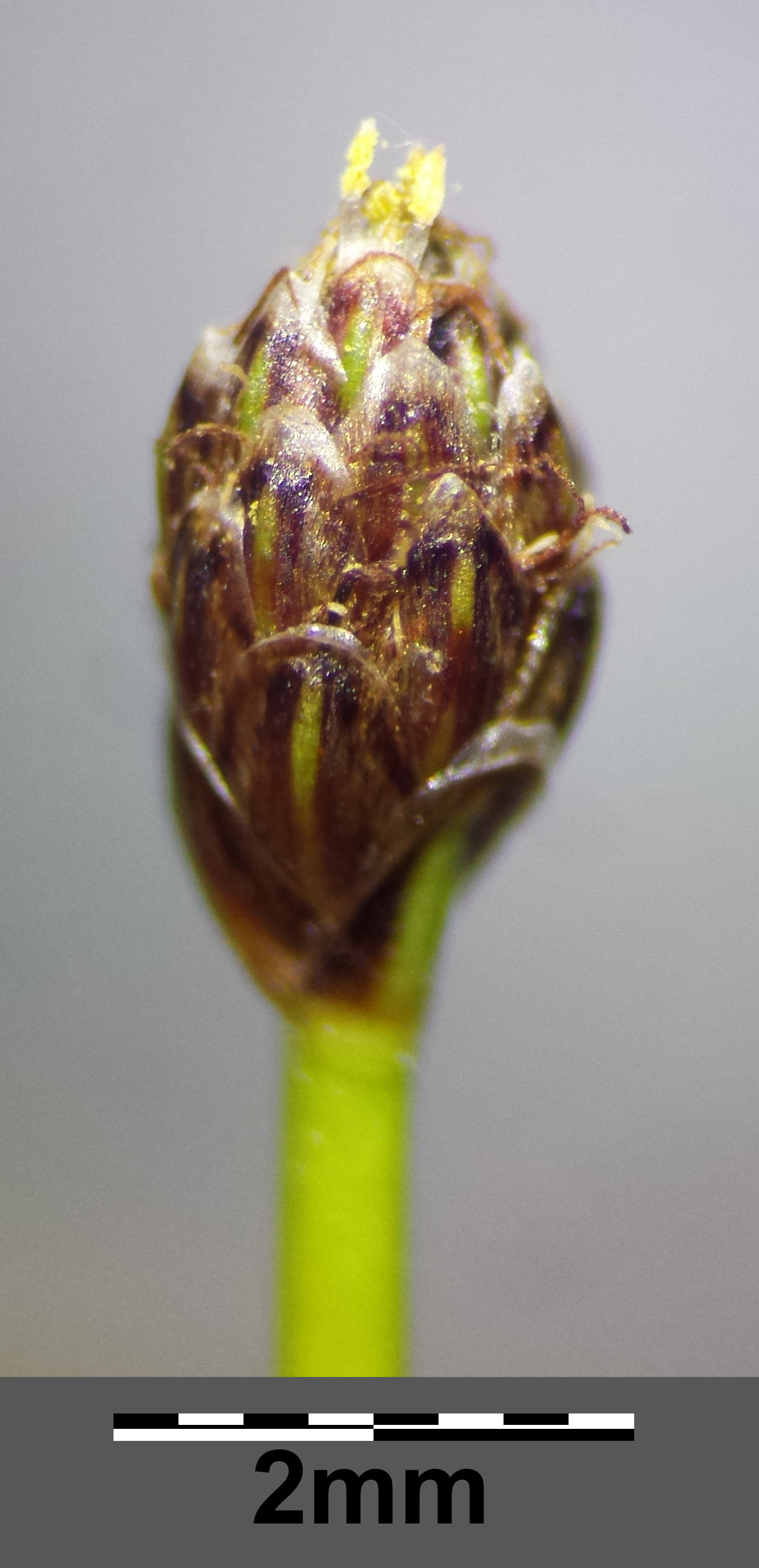
суцвіття
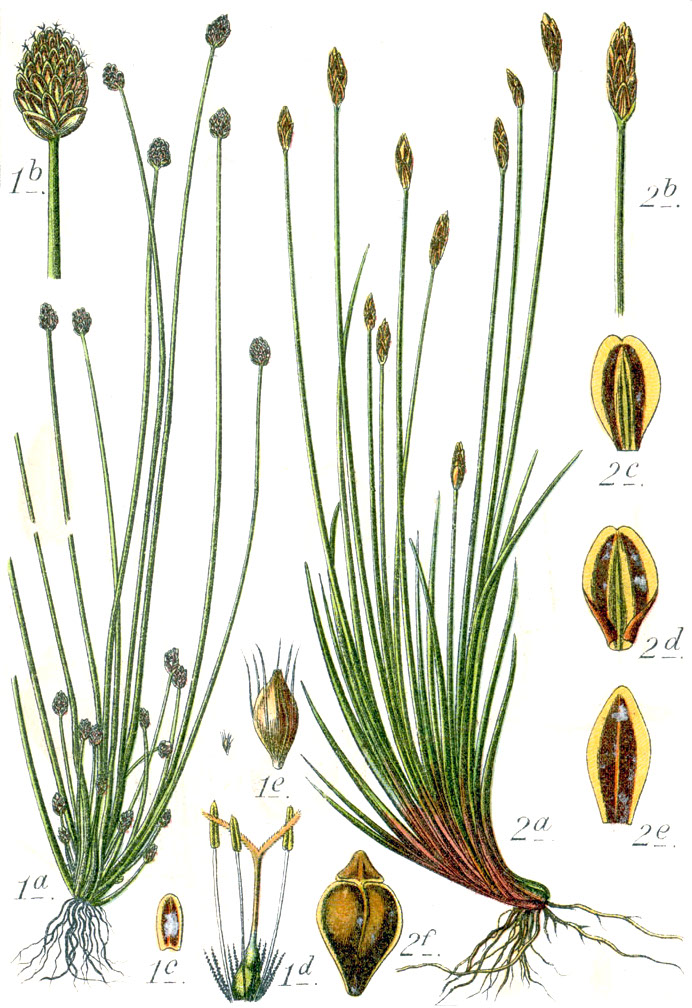
ілюстрація. 1. E. ovata